# وستین
وْسِتین (به چکی: Vsetín) شهری در منطقه زلین کشور جمهوری چک است که جمعیت آن در سال ۲۰۰۷ میلادی ۲۸٫۰۷۵ نفر بوده‌است.